# Zlatý klas 1988
Devatenáctý ročník turnaje o Zlatý klas v ledním hokeji se konal od 16. do 18. srpna 1988 v Českých Budějovicích. Turnaje se účastnily 3 týmy – HC Motor České Budějovice, HK Torpedo Usť-Kamenogorsk a HC Dukla Jihlava.

## Výsledky a tabulka
|    |                         | ČB  | TU  | DJ  | V | R | P | Skóre | B |
| 1. | Motor České Budějovice  | *** | 8:2 | 3:0 | 2 | 0 | 0 | 11:2  | 4 |
| 2. | Torpedo Usť-Kamenogorsk | 2:8 | *** | 6:2 | 1 | 0 | 1 | 8:10  | 2 |
| 3. | Dukla Jihlava           | 0:3 | 2:6 | *** | 0 | 0 | 2 | 2:9   | 0 |

 Motor České Budějovice –  Dukla Jihlava 3:0 (2:0, 1:0, 0:0)
16. srpna 1988 – České Budějovice

Branky Českých Budějovic: 1. Martin Beníšek, 12. Vladimír Caldr, 30. Rudolf Suchánek.

Rozhodčí: Gottwald (TCH) - Šatava (TCH), Vala (TCH)

Vyloučení: 2:1 (využití 0:0)
České Budějovice: Petr Bříza - Ladislav Kolda, Martin Beníšek, Rudolf Suchánek, Zbyněk Bahula, Petr Hodek, Vladislav Janeček - Jiří Lála, Luboš Rob, Vladimír Caldr - Radek Ťoupal, Jan Bláha, Roman Božek - Radek Bělohlav, Milan Mazanec, Pavel Pýcha - Richard Kolář, Josef Hejna, Jaroslav Liška.
 Torpedo Usť-Kamenogorsk  –  Dukla Jihlava 6:2 (2:1, 3:1, 1:0)
17. srpna 1988 – České Budějovice

Branky Torpeda: 4. Igor Kuzněcov, 7. Igor Kuzněcov, 30. Sergej Devjatko, 36. Alexej Griščenko, 40. Igor Dorochin, 55. Igor Běljajevskij.

Branky Dukly Jihlava: 5. Ivo Dostál, 25. Libor Dolana.

Rozhodčí: Gottwald (TCH) - Padevěd (TCH), Janíček (TCH)
 Motor České Budějovice –  Torpedo Usť-Kamenogorsk  8:2 (5:0, 1:2, 2:0)
18. srpna 1988 – České Budějovice

Branky Českých Budějovic: 6. Roman Božek, 12. Roman Božek, 13. Miroslav Bláha, 19. Rudolf Suchánek, 19. Roman Božek, 25. Roman Horák, 48. Luboš Rob, 50. Radek Ťoupal.

Branky Torpeda: 32. Igor Kuzněcov, 32. Sergej Varnavskij.

Rozhodčí: Adam (TCH) - Bolina (TCH), Šatava (TCH)

Vyloučení: 8:5 (využití 2:0) navíc Jiří Lála na 10 min.